# Elzéar Lévesque
Elzéar Lévesque (né le 16 avril 1875 et mort le 13 novembre 1937) est un avocat et un homme politique canadien français ayant été maire de Chicoutimi.

## Biographie
Né le 16 avril 1875, Elzéar Lévesque est le fils du capitaine de bateau Elzéar Lévesque et de Delphine Tremblay. Il étudie au Séminaire de Chicoutimi et à l'Université Laval pour l’obtention d’un diplôme en droit. En 1884, il épouse Caroline Denechaud, fille de Macaire Denechaud marchand et Françoise Moreau.
En 1922, il fonde la Compagnie Autobus et Taxis 500 avec Odilon Crevier et Roma Quenneville. Plus tard, il investit dans la Compagnie Hydraulique du Saguenay en plus de participer au développement immobilier de Saint-Ambroise, Saint-Honoré, Chicoutimi et Jonquière.
En 1900, il est élu secrétaire-trésorier de la ville de Chicoutimi. Il devient greffier en 1903, puis conseiller municipal en 1906. Il est maire de la municipalité de 1912 à 1922. 
Disciple d'Henri Bourassa, il est candidat aux élections provinciales de 1908 et soutien fédéral en 1911[précision nécessaire].
Il est le grand-père de l'artiste visuel Michael Snow reconnu pour son amour de la région du Saguenay.